# University of Cambridge
Die University of Cambridge (deutsch Universität Cambridge) im Vereinigten Königreich wurde im Jahr 1209 gegründet. Die Universität ist gesetzlich verfasst als Körperschaft, besteht aus 31 Colleges und hat daher einen föderativen Charakter. Das offizielle Gründungsdatum des ersten Colleges, Peterhouse, war 1284.
Es handelt sich um eine der angesehensten und prestigeträchtigsten Universitäten der Welt. Sie hat mehr Nobelpreisträger als fast jede andere Universität auf der Welt hervorgebracht. Mitglieder der Universität haben 125 Nobelpreise erhalten, rund 70 davon waren selbst Studenten in Cambridge. Gemeinsam mit der Universität Oxford und den Londoner Universitäten, Imperial College London, King’s College London, London School of Economics and Political Science und dem University College London, bildet die Universität Cambridge das so genannte Golden Triangle, eine Gruppe prestigeträchtiger britischer Traditionsuniversitäten.

## Allgemeine Informationen
Die 31 Colleges der Universität sind unabhängige Institutionen, getrennt von der Universität selbst, und sie genießen beträchtliche Selbstständigkeit. Die Colleges entscheiden, welche Studenten sie aufnehmen, und sind verantwortlich für Fürsorge, Unterkunft und Lernen in kleinen Gruppen (sog. Supervisions). Aufnahme in einem College bleibt Voraussetzung für die Aufnahme an der Universität. Vorlesungen, Vorträge und Forschung sind hingegen universitär organisiert, d. h., sie finden in den Fakultäten und Instituten statt. Sie ernennen weiterhin ihre eigenen Fellows (Dozenten und Professoren). Viele Colleges sind außerdem recht wohlhabend, was auf die Universität selbst in geringerem Maße zutrifft. In Cambridge wird in der Regel der Begriff „die Universität“ verwendet, wenn man sich nicht auf die Colleges bezieht.
Die führende Stellung von Oxford und Cambridge im akademischen Leben Großbritanniens kommt in dem Kofferwort Oxbridge zum Ausdruck. Die Rivalität zwischen Oxford und Cambridge hält bis heute an und findet ihren folkloristischen Ausdruck in dem berühmten Boat Race, einem auf der Themse seit 1829 jährlich ausgetragenen Achterrennen der beiden Universitätsmannschaften. Da Oxford und Cambridge sowie einige weitere Traditionsuniversitäten sehr ähnlich aufgebaut sind – jedenfalls im Vergleich mit kontinentaleuropäischen Universitäten – wird ihre Struktur in dem Artikel Britische Universitäten dargestellt.
Die Aufnahme in Cambridge war bis in die 1960er Jahre abhängig von Sprachkenntnissen in Latein und Altgriechisch, die hauptsächlich an Privatschulen unterrichtet wurden, was den Zugang weitgehend auf Mitglieder der sozialen Oberschicht beschränkte. Seitdem hat sich die Einstellung verändert; der Bewerbungsprozess beruht nun auf anderen Prinzipien. Von Bewerbern für das Erststudium werden sehr gute bis beste Noten erwartet. Britische Bewerber benötigen sehr gute Ergebnisse in ihren A-Levels, deutsche Bewerber sehr gute Noten in relevanten Fächern sowie Überzeugungskraft gegenüber den College Fellows beim Bewerbungsgespräch bezüglich ihrer akademischen Fähigkeiten. Vor 2020 fanden diese Vorstellungsgespräche normalerweise persönlich statt, wurden jedoch während der Covid-19-Pandemie online durchgeführt und sind seitdem an den meisten Hochschulen online geblieben
.

## Historisches
Das erste College war Peterhouse, das 1284 von Hugh von Balsham, Bischof von Ely, gegründet wurde. Das zweitälteste College ist das 1317 gegründete King’s Hall, das heute nicht mehr als getrenntes College existiert, da es 1546 von Heinrich VIII. mit Michaelhouse zu Trinity College vereint wurde. Viele andere Colleges wurden im 14. und 15. Jahrhundert gegründet. Das jüngste ist das Robinson College, das in den späten 1970ern erbaut wurde. 
Im Mittelalter trug die Universität Cambridge die lateinische Bezeichnung Universitas Cantabrigiensis. Noch heute wird als Ergänzung zum akademischen Grad die Abkürzung Cantab. verwendet, um darauf hinzuweisen, dass der Abschluss in Cambridge erworben wurde.
Johann Lair, auch genannt John Siberch (hergeleitet von seinem Wohnort Siegburg), gründete 1520 die Universitätsdruckerei in Cambridge. 1521 erhielt er seinen ersten Druckauftrag: Oratio, die Rede, die Henry Bullock anlässlich der Visite des Kardinals Thomas Wolsey in Cambridge hielt. Bei dieser Gelegenheit gab es in einem Buchdruck erstmals ein Impressum: „Impressa per me Ioannem Siberch“.
Seit 2006 gehört die University of Cambridge dem Hochschulverbund International Alliance of Research Universities an. Der Cambridge-Gletscher in der Antarktis ist nach der Universität benannt.

## Rankings
2010 und 2011 belegte die Universität sowohl im QS World University Rankings als auch im Ranking von U.S. News & World Report weltweit den 1. Platz, während sie 2011 im Times Ranking auf dem 6. Platz und im Academic Ranking of World Universities der Jiaotong-Universität Shanghai auf dem 5. Platz weltweit und damit 1. Platz in Europa landete.
2009 werteten die Marketing-Unternehmensberater von World Brand Lab Cambridge als fünfzigsteinflussreichste Marke der Welt auf Platz vier der einflussreichsten Universitäten hinter Harvard, dem MIT und Stanford.
2011 belegte Cambridge den dritten Rang nach Harvard und dem MIT in den Times Higher Education World Reputation Rankings, die versuchen, anhand von Umfragen unter Forschern und Professoren aller Fachrichtungen den akademischen Ruf der Universitäten im Allgemeinen zu bewerten.
In nationalen Rankings kämpft Cambridge stets mit Oxford um den Platz an der Tabellenspitze. 2012 entschied die Universität von Cambridge drei der vier wichtigsten nationalen Ranglisten, und zwar The Independent, The Guardian wie auch The Sunday Times für sich, während sie im Times Ranking den zweiten Platz belegte.
Cambridge belegte ebenfalls den ersten Platz in den 2001 und 2008 von den vier Finanzierungsorganen für höhere Bildung in Großbritannien durchgeführten Research Assessment Exercises, die sich zum Ziel gesetzt haben, den wissenschaftlichen Wert der Forschungsarbeit aller öffentlichen Universitäten zu bewerten.

## Colleges

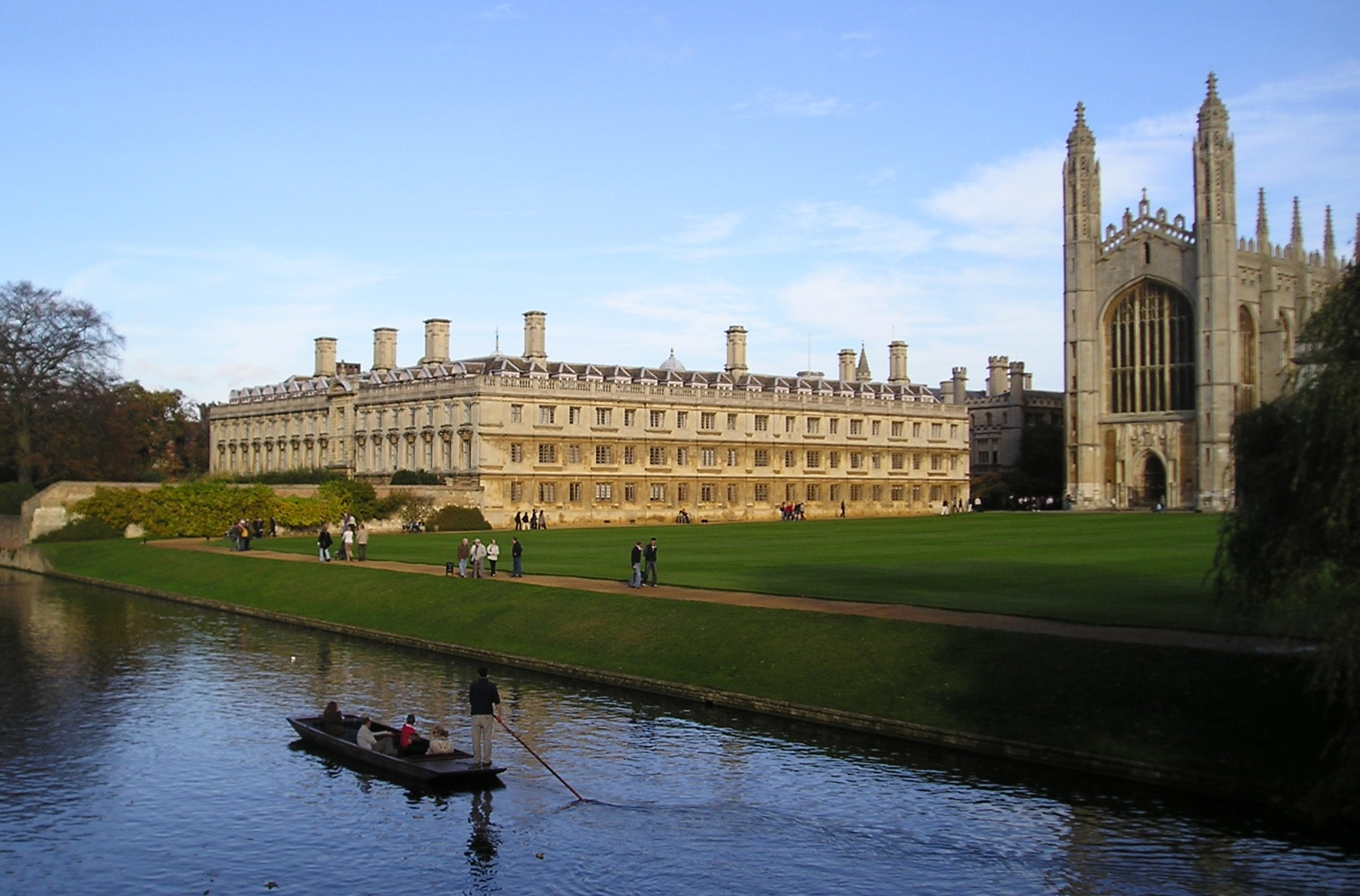
Blick auf Clare College und King’s College Chapel

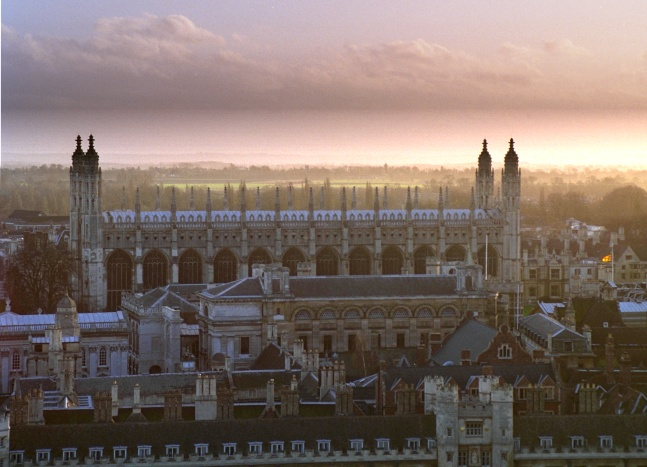
Blick auf Trinity College, Gonville and Caius College, Clare College und King’s College Chapel, fotografiert von St John’s College Chapel

Die Colleges der University of Cambridge sind sich selbst verwaltende Einrichtungen und wesentlicher Bestandteil der Universität, mit eigener Ausstattung und eigenem Grundstück. Sie sind für die Universität vor allem bei der Unterbringung von Studenten, in Belangen des Gemeinwohls, bei gesellschaftlichen Veranstaltungen und bei der Lehre für Studenten ohne Abschluss von Bedeutung.
| Wappen                         | College                                  | Gegründet                      | Zahl der Studierenden (Dez. 2022) |
| ------------------------------ | ---------------------------------------- | ------------------------------ | --------------------------------- |
|                                | Christ’s                                 | 1505                           | 724                               |
|                                | Churchill                                | 1960                           | 852                               |
|                                | Clare College                            | 1326                           | 750                               |
|                                | Clare Hall                               | 1966                           | 255                               |
|                                | Corpus Christi                           | 1352                           | 547                               |
|                                | Darwin                                   | 1964                           | 750                               |
|                                | Downing                                  | 1800                           | 948                               |
|                                | Emmanuel                                 | 1584                           | 740                               |
|                                | Fitzwilliam (gegr. als Fitzwilliam Hall) | 1869                           | 916                               |
|                                | Girton                                   | 1869                           | 944                               |
|                                | Gonville and Caius                       | 1348                           | 874                               |
|                                | Homerton                                 | 1976                           | 1364                              |
|                                | Hughes Hall                              | 1886                           | 976                               |
|                                | Jesus                                    | 1496                           | 923                               |
|                                | King’s                                   | 1441                           | 789                               |
|                                | Lucy Cavendish                           | 1965                           | 853                               |
|                                | Magdalene                                | 1428                           | 582                               |
|                                | Murray Edwards (bis 2008 New Hall)       | 1954                           | 569                               |
|                                | Newnham                                  | 1871                           | 722                               |
|                                | Pembroke                                 | 1347                           | 766                               |
|                                | Peterhouse                               | 1284                           | 477                               |
|                                | Queens’                                  | 1448                           | 1090                              |
|                                | Robinson                                 | 1979                           | 684                               |
|                                | St Catharine’s                           | 1473                           | 789                               |
|                                | St Edmund’s                              | 1896                           | 716                               |
|                                | St John’s                                | 1511                           | 1002                              |
|                                | Selwyn                                   | 1882                           | 750                               |
|                                | Sidney Sussex                            | 1596                           | 636                               |
|                                | Trinity                                  | 1546                           | 1071                              |
|                                | Trinity Hall                             | 1350                           | 606                               |
|                                | Wolfson                                  | 1965                           | 1098                              |
| Gesamtzahl Studenten Dez. 2022 | Gesamtzahl Studenten Dez. 2022           | Gesamtzahl Studenten Dez. 2022 | 24763                             |

## Zahlen zu den Studierenden
Im Dezember 2022 waren 24.763 Studierende an der Universität Cambridge eingeschrieben. 2019/2020 kamen 12.965 Studierende aus England, 305 aus Schottland, 325 aus Wales, 180 aus Nordirland, 2.645 aus der EU und 4.905 aus dem Nicht-EU-Ausland. Damit kamen 7.550 (35,4 %) der 21.340 Studenten aus dem Ausland. 12.860 der Studenten (60,3 %) strebten 2019/2020 ihren ersten Studienabschluss an, sie waren also undergraduates. 8.475 (39,7 %) arbeiteten auf einen weiteren Abschluss hin, sie waren postgraduates. Davon arbeiteten 4.865 in der Forschung.
Die Zahl der Studierenden wuchs bis 2021 und ging bis 2022 leicht zurück (2015: 21.388, 2016: 21.523, 2017: 22.115, 2018: 22.593, 2019: 23.194, 2020: 24.205, 2021: 24.989, 2022: 24.763).